# Grewia praecox
Grewia praecox är en malvaväxtart. Grewia praecox ingår i släktet Grewia och familjen malvaväxter.

## Underarter
Arten delas in i följande underarter:
- G. p. latiovata
- G. p. praecox